# 285
285 је била проста година.

## Догађаји
- Цар Карин маршира из Британије у северну Италију и побеђује војску узурпатора Јулијана код Вероне.
- Битка за Маргум: Цар Диоклецијан побеђује снаге Карина у долини Марга (Дубравица, Србија). Бројни војници напуштају Карина током битке. Карин затим бежи у панонску тврђаву Корнакум (Сотин), али га убрзо убијају његови официри.
- Караусије, командант морнарице у Бононији (данашњи Булоњ), добија задатак да очисти Ламанш од франачких и саксонских пирата.
- Максимијан је послат да смири Галију, где се Багауди, група сељака, буне против Римског царства.

### Јул
- 21. јул — Диоклецијан је именовао Максимијана за цезара и свог савладара.
- Битка за Маргум